# Lakewood Park
Lakewood Park – jednostka osadnicza w Stanach Zjednoczonych, w stanie Floryda, w hrabstwie St. Lucie.